# 三枝健起
三枝 健起（さえぐさ けんき、1945年3月30日 - ）は日本のテレビドラマディレクター、映画監督。NHKエンタープライズエクゼクティブ・ディレクター。名古屋学芸大学メディア造形学部非常勤講師。
神奈川県出身。父は元NHK音楽部プロデューサーの三枝嘉雄（NHKのど自慢を参照）、兄は作曲家の三枝成彰。

## 略歴
1968年早稲田大学文学部演劇科卒業。1969年にNHKに入局、『新日本紀行』などドキュメンタリーや『ニュースセンター9時』を手がけ、1977年ドラマ部に転局。その後大阪放送局、東京番組制作局芸能番組センター・ドラマ部チーフディレクターを経て、現在はNHKエンタープライズエグゼクティブ・ディレクターとなる。
1984年に放送された唐十郎の脚本によるスペシャルドラマ『安寿子の靴』でテレビ大賞新人賞、1985年に放送文化基金賞を受賞。
1987年、『匂いガラス』『追う男』で芸術選奨新人賞受賞。
1997年、天海祐希主演の『MISTY』以降、映画監督としても活動する。2004年より名古屋学芸大学メディア造形学部映像メディア学科非常勤講師としてドラマ論を講義している。

## 作品リスト

### テレビドラマ

#### 単発ドラマ
- 安寿子の靴 1984年：主演の大鶴義丹のデビュー作である。テレビ大賞新人賞・放送文化基金賞
- 匂いガラス 1986年
- 雨月の使者 1987年：モンテカルロ・テレビ祭・シルバーニンフ賞
- もどり橋 1988年
- 緑の果て 1990年
- 青春牡丹灯籠 1993年：ハイビジョン・アワード賞 グランプリ受賞
- 冬の魔術師 1993年：ブルガリア映像祭・映像技術賞
- 飛べない羽根 1995年：アムステルダム・ゴールデン・レンブラント賞 グランプリ受賞
- おいね 父の名はシーボルト 2000年
- 窓を開けたら 2003年
- 蒼き復讐の花

#### 連続ドラマ
演出は共同もあり。
- 追う男 1986年
- ばら色の人生 1987年
- 天上の青 1994年：1994年度（第10回）文化庁芸術作品賞

### 映画
- MISTY 1997年
- 源氏物語 あさきゆめみし Lived in a Dream 2000年
- ジェニファ 涙石の恋 2003年
- オリヲン座からの招待状 2007年
- 春よこい 2008年

### 舞台
- 秘密の花園 2006年：脚本・唐十郎、主演・三田佳子
- ヤマトタケル（オペラ）：作曲・三枝成彰、出演・錦織健

### CM
- カルビー・かっぱえびせん さんま＆ジミー編